# قسم يهودي

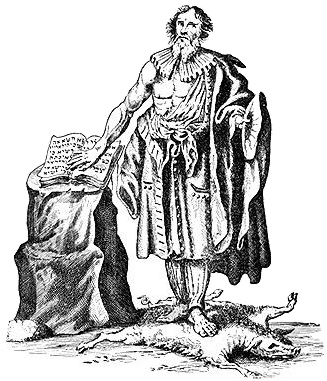

القسم اليهودي ترجمة لعبارة «more judaico»، وهي عبارة لاتينية معناها «حسب العُرْف اليهودي»، كان نوعا معيّنا من القسم، جذوره ضاربة في معاداة السامية وعادة كان مصحوبا بطقوس مهينة أو مؤلمة أو خطيرة عن قصد، كان اليهود مجبرين على تلاوته أو تأديته في محاكم قانونية أوروبية حتى القرن العشرين. ويعود إلى أيام شارلمان (771 ـ 814). وكان نص القسم والطقوس الرمزية التي تصاحبه يعطيانه شكل اللعنة التي يستمطرها المرء على نفسه ويجعلانه يتضمن وضعا تفصيليا للعقوبة التي ستحل إن كان اليهودي كاذبا في قسمه. وقد جاء في صيغة أحد الأقسام ما يلي: 
ويبدو أن استمطار اللعنات بهذا الشكل كان يهدف إلى تخويف اليهودي حتى لا يكذب، وخصوصا أنه كان معروفا في العصور الوسطى أن اليهود يتلون دعاء كل النذور في صلاة يوم الغفران ويتحللون من خلال ذلك من أية نذور قطعوها على أنفسهم أو أية أيمان التزموا بها في العام السالف. أما الطقوس التي كانت تصاحب القسم، فكانت أكثر تطرفا حيث كان على اليهودي أحيانا أن يمسك بعصا القاضي ويلقي القسم. وفي إحدى المحاكم، كان على اليهودي أن يقف ووجهه نحو الشمس على كرسي نزعت إحدى أرجله الأربع، فصار بثلاث أرجل، وهو يلبس قبعة اليهود ويلتفع بشال الصلاة (طاليت). وأحيانا كانت توضع تحت الكرسي مواد قذرة مثل جلد أنثى الخنزير، وهو حيوان كريه لدى اليهود[بحاجة لمصدر]. ولعل الهدف من كل هذا هو أن يحاول اليهودي أن يركز على الاحتفاظ بتوازنه ويردد القسم، فلا يمكنه أن يكذب في عقله الباطن ويصدق في قسمه ويستمطر على نفسه اللعنات بالفعل. وقد استمر القسم اليهودي، دون الطقوس التي تصاحبه، حتى منتصف القرن التاسع عشر الميلادي. ولم يعرف القسم اليهودي لا في إنجلترا الحديثة (بعد إعادة توطين اليهود في القرن السابع عشر الميلادي) ولا في الولايات المتحدة.